# Lambula plicata
Lambula plicata là một loài bướm đêm thuộc phân họ Arctiinae, họ Erebidae.